# Santuario del Rocío
Il Santuario del Rocío (spagnolo Ermita del Rocio o Ermita de El Rocío) è un eremo a El Rocío nella campagna di Almonte, provincia di Huelva, Andalusia in Spagna. L'eremo ospita la Vergine di El Rocío (spagnolo Virgen del Rocio), una piccola statua in legno intagliato molto venerata, ed è meta di una processione/pellegrinaggio annuale il secondo giorno di Pentecoste, nota come Romería de El Rocío, collegata alla venerazione della Vergine di El Rocío; Negli ultimi tempi la Romería ha riunito circa un milione di pellegrini ogni anno. Sebbene ci sia stato un eremo in questo sito per secoli, l'attuale edificio è stato progettato dagli architetti Antonio Delgado y Roig e Alberto Balbontín de Orta, nel 1961 e costruito in più fasi nei due decenni successivi.

## Storia

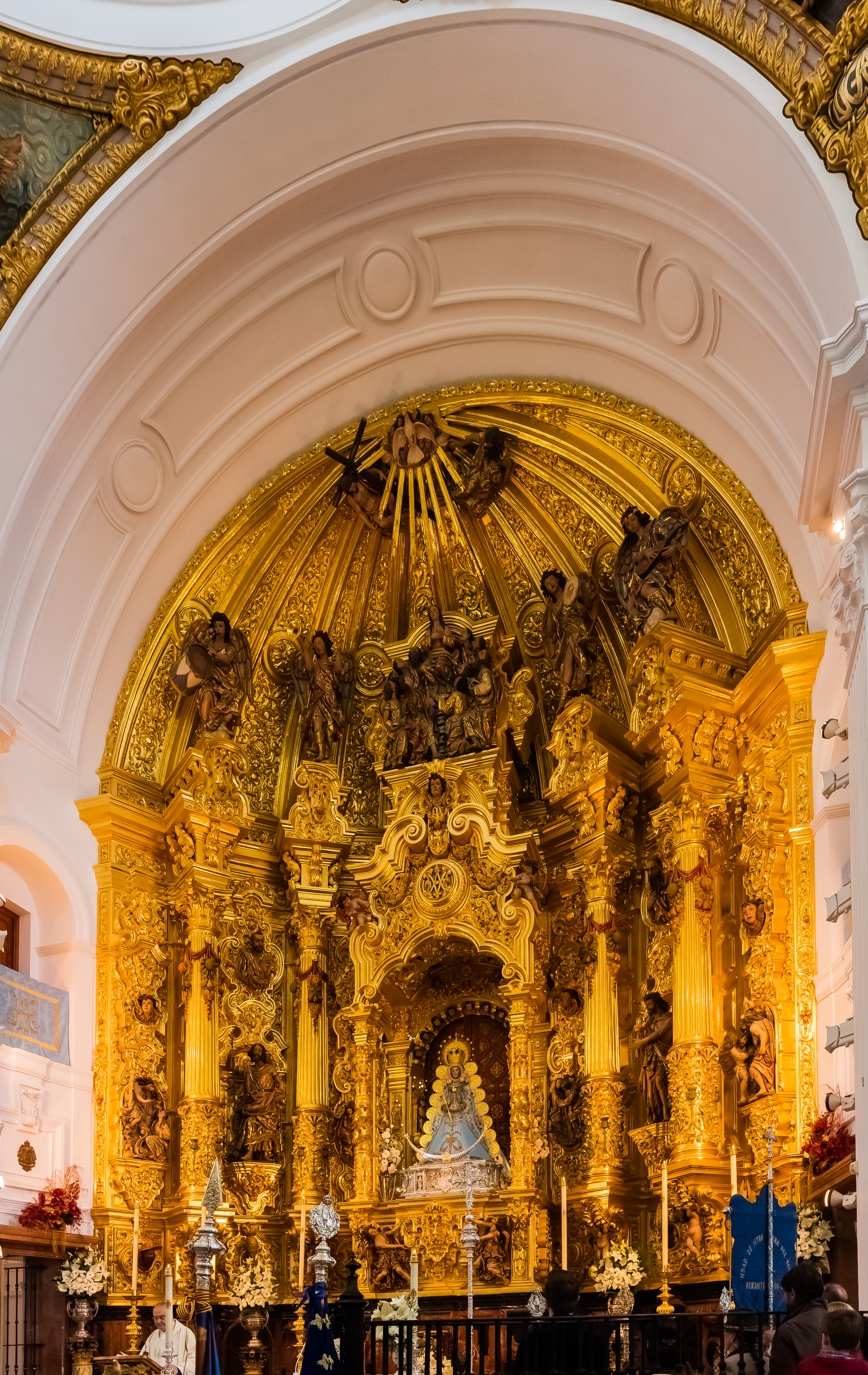
Altare della Vergine di El Rocío

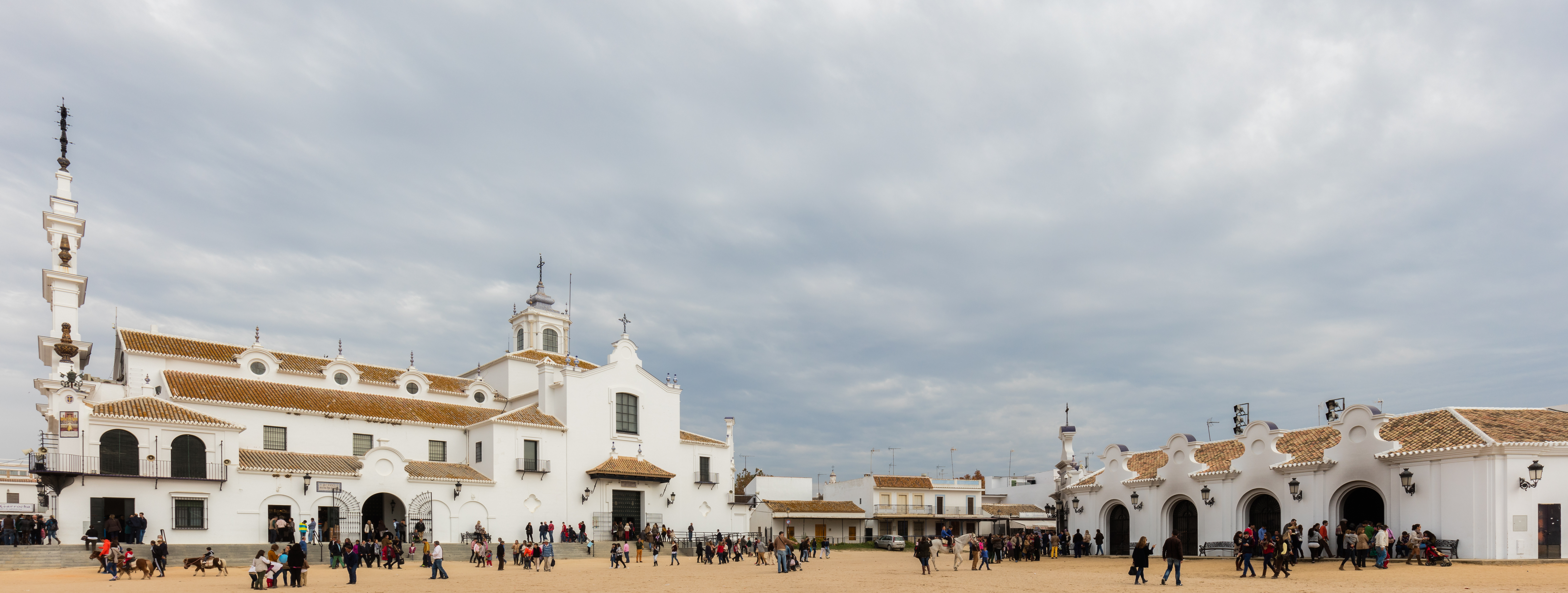
Vista dei dintorni

Le cronache storiche dicono che il re Alfonso X di Castiglia (Alfonso il Saggio), presente sul sito nel 1270, ordinò la costruzione di un eremo dedicato alla Vergine Maria nel luogo allora noto come Las Rocinas, che era stato da poco riconquistato ai Musulmani che a quel tempo governavano ancora gran parte della Spagna meridionale. Le stesse cronache dicono che attratto dalla bellezza della zona e dai suoi abbondanti cervi, Alfonso vi stabilì una riserva di caccia nel 1269, prima nota come Coto Real del Lomo del Grullo y Las Rocinas, che coincide in gran parte con l'odierno Parco Nazionale di Doñana o Coto de Doñana.
Il primo Eremo di El Rocío era un semplice edificio mudéjar costruito qualche tempo dopo l'ordine del 1270 di Alfonso, e non più tardi del 1300 (Juan Infante-Galán Zambrano dice 1270-1284, ma anche che la prima prova documentaria certa dell'eremo risale al 1337). La statua di Nostra Signora di El Rocío risale sicuramente a questo edificio, anche se la sua data precisa e l'origine sono oggetto di qualche controversia.
L'eremo originale subì riparazioni nel 1612–1614, 1635 e 1658 e sopravvisse fino al terremoto di Lisbona del 1755, che lo mandò in rovina. Dopo il terremoto, la Vergine di El Rocío fu portata nel villaggio di Almonte, dove rimase per due anni mentre veniva costruito un secondo eremo. Questo fu restaurato nel 1919 sotto la supervisione di José Luís de Cózar, ma poi nel 1919.
L'attuale edificio è stato progettato dagli architetti Antonio Delgado y Roig e Alberto Balbontín de Orta. Il loro progetto, presentato in concorrenza con altri due nel 1961, venne approvato il 24 maggio 1963. La statua della Vergine fu trasferita ad Almonte il 16 giugno 1963 in vista della demolizione del secondo eremo, che iniziò a luglio. La prima pietra del nuovo edificio fu posta il 26 gennaio 1964 e fu costruita una cappella provvisoria che fu pronta 33 giorni dopo. La grande costruzione continuò fino al 10 gennaio 1969, e dopo che le piogge torrenziali impedirono una consacrazione programmata il 15 marzo, questa ebbe luogo il 12 aprile 1969.
Tuttavia l'edificio non fu interamente completato nel 1969, e alcuni ulteriori lavori, compresa la parte superiore della facciata, continuarono fino al 1980, quando fu posta la croce in cima all'edificio. La croce stessa, di Sebastián Conde, risale al 1692 ed era precedentemente associata al Barrio Santacruz di Siviglia.
Papa Giovanni Paolo II ha visitato El Rocío il 14 giugno 1993.